# Список кардиналов, возведённых папой римским Павлом V

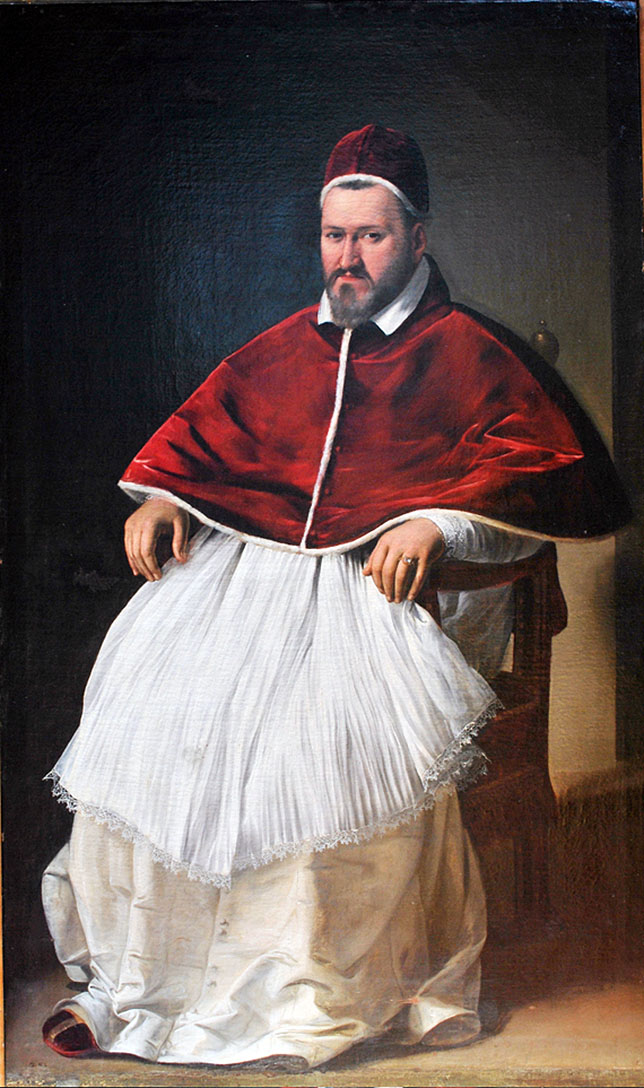
Папа Павел V

Кардиналы, возведённые Папой римским Павлом V — 60 прелатов и клириков были возведены в сан кардинала на десяти Консисториях за почти шестнадцать лет понтификата Павла V.
Самыми крупными консисториями были Консистории от 17 августа 1611 года и от 2 декабря 1615 года, на которых было возведено по одиннадцать кардиналов.

## Консистория от 18 июля 1605 года
- Шипионе Каффарелли-Боргезе, племянник Его Святейшества (Папская область).

## Консистория от 11 сентября 1606 года
- Людовико де Торрес младший, архиепископ Монреале (королевство Сицилия);
- Орацио Спинола, архиепископ Генуи (Генуэзская республика);
- Маффео Барберини, титулярный архиепископ Назарета, апостольский нунций во Франции (Папская область);
- Джованни Гарциа Миллини, титулярный архиепископ Колосса, аудитор Трибунала Священной Римской Роты (Папская область);
- Бартоломео Ферратини младший, бывший епископ Амелии (Папская область);
- Бонифацио Каэтани, епископ Кассано, префект Романдиолы (Папская область);
- Марчелло Ланте, аудитор Апостольской Палаты (Папская область);
- Орацио Маффеи, клирик Апостольской Палаты (Папская область).

## Консистория от 10 декабря 1607 года
- Ференц Форгач, архиепископ Эстергома (королевство Венгрия);
- Франсуа де Ларошфуко, епископ Клермона и проповедник короля Франции (королевство Франция);
- Херонимо Ксавьерре, O.P., генеральный магистр ордена проповедников (Испания);
- Маурицио Савойский, племянник короля Испании (Савойское герцогство);
- Фердинандо I Гонзага, сын герцога Мантуанского (Мантуанское герцогство).

## Консистория от 24 ноября 1608 года
- Микеланджело Тонти, титулярный архиепископ Назарета (Папская область);
- Фабрицио Вералли, епископ Сан Северо (Папская область);
- Джамбаттиста Лени, епископ Милето (Папская область);
- Ланфранко Марготти, апостольский протонотарий (Папская область);
- Луиджи Каппони, казначей Апостольской Палаты (Папская область).

## Консистория от 17 августа 1611 года
- Дечо Карафа, титулярный архиепископ Дамаска, апостольский нунций в Испании (Папская область);
- Доменико Риварола, титулярный архиепископ Назарета (Папская область);
- Метелло Бики, бывший епископ Сованы (Папская область);
- Жан де Бонзи, епископ Безье, раздатчик милостыни королевы Франции (королевство Франция);
- Филиппо Филонарди, епископ Аквино и вице-легат в Авиньоне (Папская область);
- Пьер Паоло Крешенци, аудитор Апостольской Палаты (Папская область);
- Джакомо Серра, генеральный казначей Апостольской Палаты (Папская область);
- Орацио Ланчеллотти, аудитор Трибунала Священной Римской Роты (Папская область);
- Агостино Галамини, O.P., генеральный магистр ордена проповедников (Папская область);
- Гаспар де Борха-и-Веласко, архидьякон соборного капитула Толедо (Испания);
- Феличе Чентини, O.F.M.Conv., генеральный прокуратор своего ордена (Папская область).

## Консистория от 2 декабря 1615 года
- Франческо Вендрамин, патриарх Венеции (Венецианская республика);
- Людовик III де Гиз, Лотарингский, архиепископ Реймса (королевство Франция);
- Роберто Убальдини, епископ Монтепульчиано, апостольский нунций во Франции (Папская область);
- Тиберио Мути, епископ Витербо (Папская область);
- Габриэль Трехо-и-Паньягуа, архидьякон Калатравы (Испания);
- Бальтасар Москосо-и-Сандоваль, декан соборного капитула Толедо (Испания);
- Карло Медичи, брат великого герцога Тосканского (Великое герцогство Тосканское);
- Винченцо II Гонзага, брат герцога Мантуанского (Мантуанское герцогство);
- Джулио Савелли, референдарий Его Святейшества (Папская область);
- Алессандро Орсини (Папская область);
- Мельхиор Клезель, епископ Вены (эрцгерцогство Австрия).

## Консистория от 19 сентября 1616 года
- Алессандро Людовизи, архиепископ Болоньи (Папская область);
- Ладислао д’Аквино, епископ Венафро, губернатор Перуджи (Папская область);
- Оттавио Бельмосто, бывший епископ Алерии (Папская область);
- Пьетро Кампори, генеральный наставник коммендатарии апостольского архигоспиталя Святого Духа в Сассьи (Папская область);
- Маттео Приули (Папская область);
- Шипионе Кобеллуцци, секретарь апостольских бреве и хранитель архива замка Святого Ангела (Папская область).

## Консистория от 26 марта 1618 года
- Анри де Гонди, епископ Парижа (королевство Франция);
- Франсиско Гомес де Сандоваль-и-Рохас, герцог Лерма (Испания).

## Консистория от 29 июля 1619 года
- Фердинанд Австрийский, инфант Испанский, сын короля Испании Филиппа III (Испания).

## Консистория от 11 января 1621 года
- Франческо Ченнини де Саламандри, титулярный латинский патриарх Иерусалимский, епископ Амелии (Папская область);
- Гвидо Бентивольо, титулярный архиепископ Родоса, апостольский нунций во Франции (Папская область);
- Пьетро Вальер, архиепископ Крита (Папская область);
- Эйтель Фридрих фон Гогенцоллерн-Зигмаринген, пробст Кёльна (Гогенцоллерн-Зигмаринген);
- Луи де Ногаре де Ла Валетт, архиепископ Тулузы (Франция);
- Джулио Рома, референдарий Трибуналов Апостольской Сигнатуры Справедливости и Милости, губернатор Перуджи (Папская область);
- Чезаре Герарди, референдарий Трибуналов Апостольской Сигнатуры Справедливости и Милости (Папская область);
- Дезидерио Скальа, O.P., комиссар Святой Инквизиции (Папская область);
- Стефано Пиньятелли, апостольский протонотарий (Папская область);
- Агостино Спинола, апостольский протонотарий (Папская область).